# Cirebon
Cirebon (o Chirebón) es una ciudad de la costa norte de la isla de Java en Indonesia. Se localiza en la provincia de Java Occidental, aproximadamente a 297 km al este de Yakarta.

## Etimología
Cirebon se puede pronunciar Cherbón como lo hacen sus propios habitantes o Tchirebón como lo hacen en otros lugares de Indonesia. Se cree que su nombre se deriva de las palabras sundanesas “cai” (río) y “rebon” (camarón). En efecto, la mayor actividad productiva de la ciudad es la pesca del camarón. Otra explicación alternativa dice que se deriva de la palabra javanesa “caruban” que significa “mezcla” y que hace una referencia a la compleja composición étnica de la ciudad que contiene elementos javaneses, malayos, sundaneses, chinos y árabes.
Cirebon también se conoce como Grage en el dialecto javanés de Cirebon, que se deriva de las palabras Negara Gede (Gran Reino).

## Economía

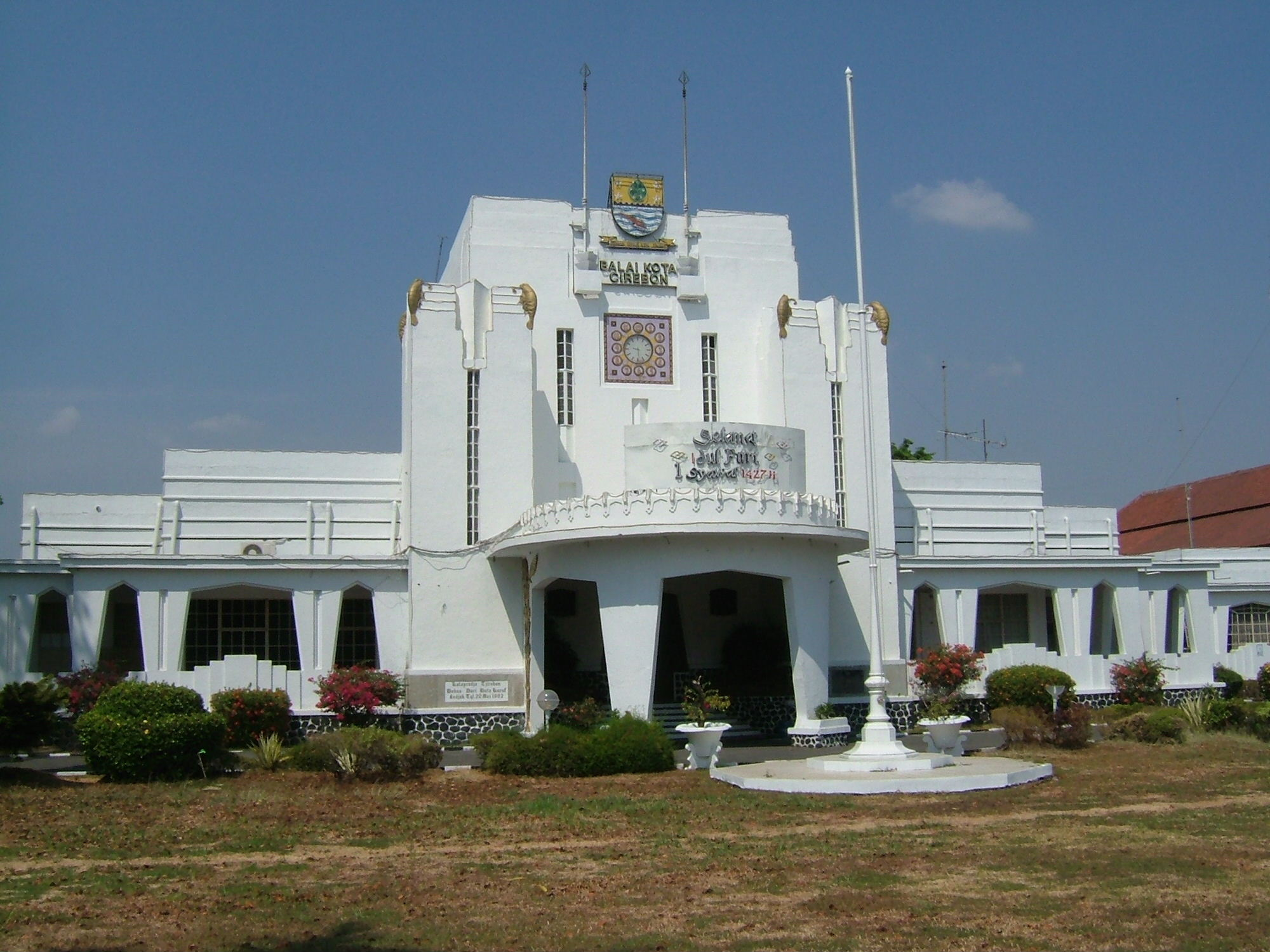
Vista del ayuntamiento de Cirebon.

Como ciudad costera, la principal actividad económica de Cirebon es la pesca. Entre sus principales productos se destaca el terasi (pasta de camarón), camarón tostado y pescado salado.
Además de la pesca, su puerto Tanjun Emas en el mar de Java es un centro para la importación de maderas de Borneo. Tienen un pequenho aeropuerto. Además, la ciudad sirve de punto de conexión entre Yakarta y Surabaya las cuales están conectadas a Cirebon por la autopista Jalar Pantura.
Cirebon es reconocido por su comida local, la cual contiene platos como el nasi lengko (mezcla de arroz con frijoles, tofu frito y soya fermentada), nasi jamblang (varios platos a base de arroz), empal gentong (una especie de guiso o curri), tahu gejrot  (tofu frito con azúcar roja), tahu tek-tek (tofu frito con salsa de maní y verduras) y ayam panggang (pollo asado).

## Historia
Cirebon fue parte del reino Sunda como se relató por primera vez en los registros de viaje del príncipe Bujanga Manik, un monje hindú sundanés que visitó todos los sitios sagrados de Java y de Bali en el siglo XVI de la era cristiana. En sus manuscritos que se conservan en la Biblioteca Boeliana de la Universidad de Oxford en Inglaterra desde el siglo XVI,  el reino Sunda se extiende desde el estrecho de Sunda en el oeste hasta el río Cipamali (hoy Kali Breves) y el río Ciserayu (hoy Kali Serayu) en la provincia de Java Central.
Otras fuentes como el reporte de Tomé Pires, un explorador europeo, también confirman ese hecho.
Actualmente, el río Cimanuk que pasa a través de Cirebón es la frontera entre las provincias de Java Occidental y Java Central.
Un evento importante en la historia de Cirebon es la hambruna de 1844, la cual se debió aparentemente a una combinación de sequías y un desplazamiento de la agricultura de subsistencia a los cultivos intensivos como el índigo y la canha de azúcar que se dio como resultado de las políticas de colonización holandesa establecidas en 1830.

## Demografía
La población de Cirebon es de 308 771 habitantes (2005). Como varias ciudades costeras de Indonesia, tiene una importante población de origen chino que se trasladó a la ciudad como resultado migraciones chinas ocurridas en el siglo XVII.
Aunque está rodeado de áreas donde predomina el habla sundanesa en Java Occidental, los lingüistas creen que Cirebon son áreas javanesas (históricamente relacionadas con Banten). Además, esto se apoya en el hecho de que los habitantes de Cirebon se refieren a ellos mismos como “wong Jawa” (gente javanesa) en su idioma como “basa Jawa” (javaneses). Sin embargo, el dialecto javanés de Cirebon es bastante diferente del dialecto javanés del sur de Java Central por lo cual algunas veces se considera como no javanés.

## Administración
Cirebon está conformado por los distritos de Harjamukti, Kejaksan, Kesambi, Lemahwungkuk y Pekalipan.

## Sitios de interés
Wali Songo es un sitio histórico de la ciudad, especialmente el mausoleo Sunan Ganung Jati localizado a pocos km de la ciudad.
Hay también dos templos y un sistema de cuevas construido por dos arquitectos chinos en el año 1880 decorado con porcelanas chinas y occidentales.
La villa de Trusmi a 5 km de Cirebon, famosa por su producción de batik. 
Plagon, un santuario de simios.
Los palacios de los sultanes de Cirebon: Kasepuhan, Kacirebonan y Kanonman

## Puerto de Cirebon
El puerto de Cirebon fue establecido por la Compañía Holandesa de la India Oriental en 1865, para la exportación de condimentos, caña de azúcar y materias primas de Java Occidental. Las bodegas y los almacenes abiertos fueron desarrollados en 1890, y una fábrica americana de tabaco fue construida a principios del siglo XX.
La actividad del puerto se caracteriza por la importación de carbón mineral, asfalto líquido y aceites vegetales del interior de Java. Desde el año 200, el puerto se adecuó para el manejo de contenedores y de barcos cruceros. En el 2006 el puerto manejo 3,27 millones de toneladas métricas de carga.